# ظاهرسازی

Hypocrisy

ظاهرسازی یا ریا عبارت است از تظاهر کسی به داشتن صفاتی که در واقع آن را ندارد.
ریا کار دارای ظاهر آراسته و خوش آب و رنگی است که درباطن خود غیر از آن است.
ظاهرسازی عملی است که نیت خالص در آن نیست.
لارشفوکو گوید: «ریا دلیل احترام رذیلت به فضیلت است.»
و گفته‌اند: اگر فضیلت نبود ریا وجود نداشت زیرا کسی که در نهان با من دشمن است نمی‌تواند با تظاهر به دوستی مرا بفریبد مگر اینکه من معتقد باشم که صداقت چیزی است که وجود دارد.